# アンドロメダ座VIII
アンドロメダ座VIII(Andromeda VIII)は、2003年8月に発見された銀河である。アンドロメダ銀河の伴銀河であり、希薄なためこれまで発見を免れてきた。この銀河は、アンドロメダ銀河の前面の恒星の赤方偏移を測定することにより、アンドロメダ銀河と異なる速度を持つことを確認し、別の銀河の一部であるとして最終的に発見された。
2006年末時点で、実際にアンドロメダ座VIIIが銀河であるかどうかは確定していない。